# 長島徹
長島 徹（ながしま とおる、1943年1月2日 - ）は、日本の技術者・実業家。帝人代表取締役社長や、同社取締役会長、経済同友会副代表幹事、日本化学繊維協会会長、イオン取締役報酬委員会議長などを務めた。

## 人物・経歴
日本統治時代の朝鮮の馬山で生まれる。
日本の降伏後引き揚げ、広島県を経て、英語教師だった父の仕事の関係で、小学校3年のときに京都府から兵庫県篠山町に移り、1955年篠山町立篠山小学校卒業。1958年篠山町立篠山中学校卒業。1961年兵庫県立篠山鳳鳴高等学校卒業。中学・高校では軟式テニスに打ち込んだ。
1965年名古屋工業大学工学部繊維工学科卒業、帝人入社。パラ型アラミド繊維テクノーラの開発などを経て、セールスエンジニアとなる。同期からは遅れて51歳で部長に昇格した。
帝人テクノーラ事業部長を経て、1999執行役員に昇格。2000年取締役。2001年常務取締役。2001年代表取締役社長（COO）。2002年代表取締役社長（CEO）。2006年日本化学繊維協会会長。
2008年帝人取締役会長。2009年オランダ王国オレンジ・ナッソー勲章勲4等受章、名古屋工業大学名誉博士、旭硝子取締役、双日取締役。2010年経済同友会副代表幹事。
2011年積水化学工業取締役。2013年花王取締役。2013年帝人相談役。2014年ものこと双発協議会理事長。2015年日本コーポレート・ガバナンス・ネットワーク理事。2016年イオン取締役、ダイキン工業監査役、旭日重光章受章。
2018年帝人名誉顧問。